# 比利亚托罗
比利亚托罗，是西班牙卡斯蒂利亚-莱昂阿维拉省的一个市镇。总面积56平方公里，总人口234人（2001年），人口密度4人/平方公里。